# Лічков Борис Леонідович
Лічков Борис Леонідович (19 липня 1888, Іркутськ — 20 жовтня 1966, Ленінград) — геолог, доктор геолого-мінералогічних наук (1943). Закінчив Київський університет (1912). Професор (з 1948) в Києві, Ташкенті, Самарканді, Ленінграді. Почесний член географічного товариства СРСР (1962). Перший директор, а потім заступник директора Українського геологічного комітету (1918–1927), завідувач відділом підземних вод Гідрологічного інституту в Ленінграді (1924–1934).
Основні праці по гідрогеології, геоморфології та теоретичних проблемах геології. Лічковим запропоновано одну з перших класифікацій підземних вод (1928), в якій відображено зональність гідрогеохімічних процесів. Б. Л. Лічков — автор концепції про вирішальну роль гідросфери в історії Землі, про значну роль її у взаємозв'язках Землі як космічного тіла з іншими космічними тілами Сонячної системи. Роботи по зонах рельєфу земної кулі і руху материків були передумовою його досліджень з загальної теорії Землі і астрогеології. В останніх працях (1960, 1965) розвивав гіпотезу про процес перетворення колишнього крупного астероїда (земної прапланети) в планету Земля.
В 1918–1934 рр. — найближчий помічник В. І. Вернадського по науково-організаційній роботі (Українська академія наук, КЕПС). В 1934–1940 рр. після необґрунтованого арешту працював на будівництві гідротехнічних споруд. В 30-х рр. в численних листах був єдиним духовно близьким В. І. Вернадському співрозмовником при розробці останнім вчення про біосферу та її переходу у ноосферу.
У 1918 р. — вчений секретар Комісії по вищих навчальних закладах і наукових установах України, очоленої В. І. Вернадським. На запрошення В. І. Вернадського переїхав до Ленінграду і з 1927 до 1930 р. — вчений секретар Комісії з вивчення природних продуктивних сил СРСР (СОПС), головою якої з 1915 р. був В. І. Вернадський.
У 1934 р. — заарештований за сфальсифікованою «справою славістів», звинувачувався в участі у контрреволюційній міфічній «Російській національній партії», одним з керівників якої нібито був В. І. Вернадський. Під тиском слідства пішов на самообмову, але рішуче відмовився давати свідчення проти В. І. Вернадського. Відбував 10-річний термін на будівництві гідротехнічних споруд, працював там як інженер-геолог. Завдяки безперервним клопотаннями В. І. Вернадського отримав можливість з 1942 р. працювати і викладати в Середній Азії, захистити докторську дисертацію (1943). З 1945 р. до кінця життя працював у Ленінградському державному університеті, очолював кафедру геоморфології.
Б. Л. Лічков — автор фундаментальних досліджень з палеонтології, геоморфології, один з перших біографів В. І. Вернадського. Багато його праць, зокрема, оригінальний природно-філософський трактат про ноосферу, де була зроблена спроба розвинути ідею В. І. Вернадського, залишилися досі неопублікованими. Б. Л. Лічков першим у вітчизняній геології зробив спробу сформулювати ряд положень загальної теорії геологічної еволюції Землі з урахуванням гравітаційних факторів, розвивав уявлення про циклічність рельєфотворчих процесів, рух материків.
Його багаторічне жваве листування з В. І. Вернадським — унікальне джерело для дослідників психології наукової творчості. У цих листах В. І. Вернадський відстоює примат емпіричних узагальнень над науковими гіпотезами, в той час як Б. Л. Лічков схильний перебільшувати роль інтуїції. Б. Л. Лічков протягом останніх десяти років життя В. І. Вернадського був, мабуть, єдиним повноправним співрозмовником і критиком природно-філософських концепцій вченого. Саме Б. Л. Лічков першим приділив особливу увагу вченню В. І. Вернадського про біосферу та її переходу в ноосферу ще на початку 60-х рр., коли ці ідеї залишалися ще не зрозумілими науковим товариством. Багато і плідно дискутував на ці теми з О. О. Любищевим.

## Публікації
- Личков Б. Л. Границы познания в естественных науках. — К., 1914.
- Личков Б. Л. Движение материков и климаты прошлого Земли / 3 изд. — М. — Л., 1936.
- Личков Б. Л. Геологические периоды и эволюция живого вещества // Журн. общ. биологии. — 1945. — Т. 6, № 3. — С. 157–182.
- Личков Б. Л. Природные воды Земли и литосфера. — М. — Л., 1960.
- Личков Б. Л. К основам современной теории Земли. — Л.: Изд-во ЛГУ, 1965. — 119 с.

## Про нього
- Памяти Б. Л. Личкова // Изв. АН СССР. Сер. Геол. — 1968. — № 4.